# Тост

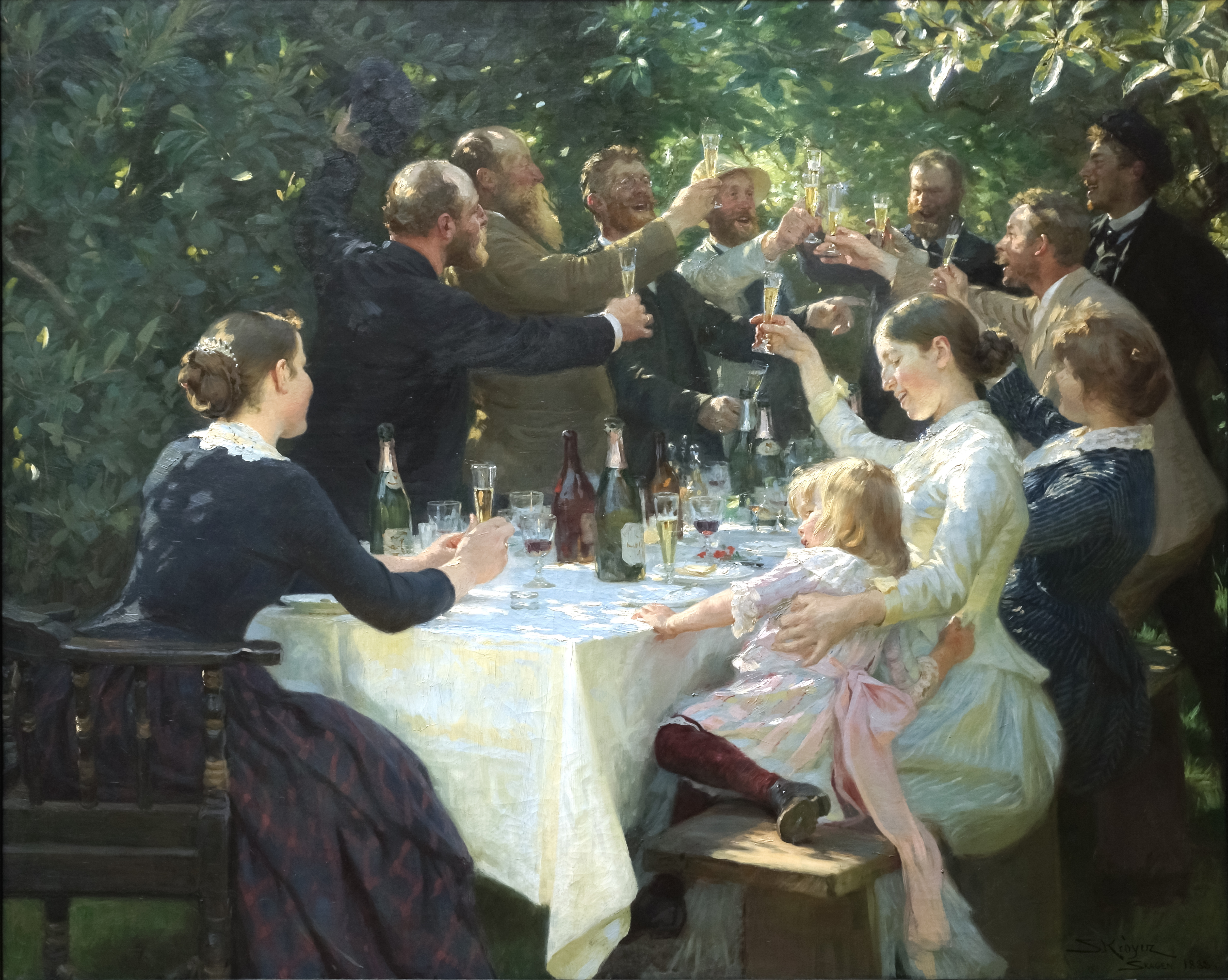
Гіп-гіп, ура! Картина П. С. Крьойєра

Тост (від англ. toast), або заздоро́вниця чи розм. заздра́виця — промова, що передує розпиванню спиртних напоїв. 
Побажання чи тост повинні містити вітання на адресу почесного гостя, що є приводом для зустрічі. Загальноприйняту форму побажання гостям процвітання, щастя тощо… Проголошення тостів є традицією в багатьох культурах. Відповідно, існують національні тости (грузинські і ін.).

## Традиції тостів

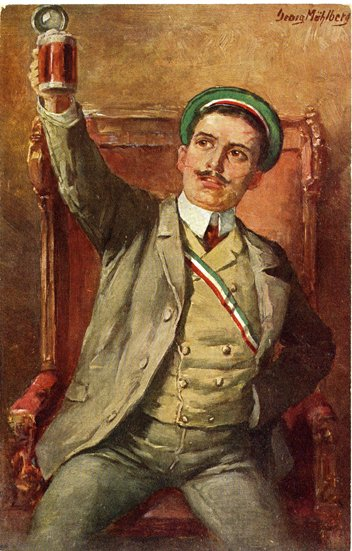
Ґеорґ Мюльберґ: „Тост“ (1900)

Згідно з прийнятою зараз в Україні традицією перший тост виголошується з приводу зустрічі, наприклад, поздоровлення іменинника на день народження. Другий тост виголошується на честь батьків чи, якщо приводом стала якась подія, то на честь людей, які її організували. Третій тост традиційно виголошують чоловіки на честь жінок, при цьому, як правило, чоловіки встають і п'ють стоячи. Втім, ця традиція хоча й досить поширена, але не жорстка, і її часто не дотримуються. В багатьох товариствах існують свої традиційні тости.

### Походження тостів
Найімовірнішим є походження тостів від стародавньої форми жертвоприношень — узливання. Як жертву Богам люди виливали алкогольний напій на землю і зверталися до них з проханнями. Походження тостів від жертвоприношень пояснює не лише те, чому тости побудовані у формі побажань, а також саме сприйняття тостів як інструменту реалізації цих побажань: «п'ю за». Спадком узливань є такі очевидні форми, як наливання напоїв так, щоб лилося через край, розбивання келихів з шампанським і у виродженій формі «чокання», яке імітує групове узливання, коли кілька людей зводили свої чаші разом і нахиляли так, що напій з них лився одним струменем, само собою при цьому чаші стукалися одна об одну.